# 新吉交流道
新吉交流道，為臺灣國道八號的交流道，位於臺南市安定區新吉里，指標為2k。此交流道僅設西出東入，由台南端欲往台19線之車輛須提前由台19線西側之農路平交路口依指示牌駛至平面側車道。
|  | 2 新吉 |  | 安南 西港 |

## 外部連結
- 國道八號台南端、新吉交流道示意圖 （页面存档备份，存于）（交通部高速公路局）